# Эскобар, Филемон
Филемон (Фильмон) Эскобар (исп. Filemón Escóbar; 26 октября 1934, Унсия — 6 июня 2017, Тикипайя) — боливийский профсоюзный деятель, левый политик, идеолог и теоретик. Он был лидером Федерации профсоюзов рабочих горнорудной промышленности Боливии (FSTMB) и советником по культуре Боливийского рабочего центра (COB). Поучаствовав на протяжении жизни в разных социалистических партиях, выступил одним из основателей Движения к социализму.

## Биография
Филемон Эскобар родился 26 октября 1934 года в городке Унсия в департаменте Потоси. Он осиротел в 10-летнем возрасте в 1944 году и был помещен в приют Мендес-Аркос в городе Ла-Пас. В этом городе он и начал свою политическую деятельность, встретившись с тогдашним президентом Гуальберто Вильярроэлем, рассчитывавшим на поддержку крестьян и шахтёров.

### Политическая деятельность
В 1955 году, в 21-летнем возрасте, он был избран секретарём культуры Союза горняков шахты Siglo XX. Он был лидером Федерации профсоюзов горняков Боливии (FSTMB) после Хуана Лечина Окендо и руководил Боливийским рабочим центром (COB), который он представлял как надпартийный орган, способный активизировать Боливийскую национальную революцию.
21 августа 1986 года, будучи генеральным секретарём трудящихся Катави, вместе с Симоном Рейесом возглавил Марш за жизнь против переселения шахтеров во время правления Виктора Паса Эстенсоро. Он был членом троцкистской Революционной рабочей партии (ПОР), а затем Рабочего авангарда. Он был кандидатом от Революционно-освободительного движения Тупака Катари (MRTKL) на пост вице-президента (в паре с Хенаро Флоресом) на выборах 1985 года.
Он был избран депутатом от Объединённых левых по итогам выборов 1989 года и занимал эту должность до 1993 года. Эскобар выступил основателем и идеологом Движения к социализму. На выборах 2002 года избран сенатором от Кочабамбы как кандидат Движения к социализму. Он занимал эту должность в 2003−2004 годах, возглавляя фракцию своей партии в Сенате. В 2005 году он покинул ряды Движения к социализму (MAS), а позже был лидером Партии зелёных.
В качестве теоретика боливийской революции он утверждал, что боливийский народ естественным образом организуется в профсоюзы, а не политические партии. Для Эскобара субъектом боливийской революции был Боливийский рабочий центр (COB), выступающий как параллельный орган власти, своего рода совет. В этом смысле он постулировал, что в Боливии профсоюзы — это не только экономические организации, но и органы самоуправления. В некотором роде Эскобар приблизился к так называемому самоуправленческому марксизму и коммунизму рабочих советов.
Став одним из лидеров MAS, он заявил, что это фактически политическое крыло крестьянских союзов. Он напомнил, что Федерация горняков участвовала в выборах под собственным названием и с собственными кандидатами, выбранными на ассамблеях трудящихся. Отсюда возник опыт Парламентского блока горняков.
Эскобар умер от рака лёгких в возрасте 82 лет 6 июня 2017 года в городе Тикипайя, Кочабамба. Он был похоронен на Генеральном кладбище Кочабамбы.

## Сочинения
Он написал несколько книг, в том числе:
- Testimonio de un militante obrero, 1984
- La tesis de Catavi, 1986
- La mina vista desde el guardatojo, 1986
- De la revolución al Pachakuti: El aprendizaje del respeto recíproco entre blancos e indianos. 2008
- El evangelio es la encarnación de los derechos humanos, 2011
- Semblanzas, 2014